# Basilica di Santa Maria del Carmine (Firenze)
La chiesa di Santa Maria del Carmine è un luogo di culto cattolico di Firenze che domina l'omonima piazza nel quartiere di Oltrarno. È famosa per ospitare il ciclo di affreschi della Cappella Brancacci, opera fondamentale dell'arte rinascimentale, decorata da Masaccio e Masolino (e in seguito completata da Filippino Lippi).

## Storia
La chiesa dedicata alla Beata Vergine del Carmine sorse nel 1268 come parte di un convento carmelitano ancora oggi esistente; di quell'epoca restano visibili solo alcuni resti romanico-gotici sui fianchi. Il complesso fu ampliato una prima volta nel 1328, quando il Comune concesse ai frati l'uso del terreno adiacente alla quinta cerchia di mura, e poi nel 1464, con l'aggiunta della sala del capitolo e del refettorio. I lavori ebbero termine nel 1476.
Come molte altre chiese fiorentine, l'interno subì il rinnovamento in senso controriformato nel 1568, quando furono eliminati il tramezzo e alcune cappelle in pietra serena lungo le pareti della navata ed altri interventi si susseguirono tra Seicento e Settecento.
Fu soprattutto il devastante incendio del 1771 che, dopo aver distrutto quasi completamente l'interno, richiese un completo rifacimento, del quale vennero incaricati gli architetti Giuseppe Ruggieri, autore del progetto, e Giulio Mannaioni, responsabile del cantiere. Venne completata, a parte la facciata, tra il 1775 e il 1782. L'incendio non investì l'antica sagrestia, né la cappella Corsini, né, fortunatamente, la Cappella Brancacci che non ebbero sostanziali alterazioni.
Nel luglio del 1954 papa Pio XII l'ha elevata alla dignità di basilica minore.

## Descrizione
La facciata della chiesa è incompiuta (al pari di altre grandi basiliche fiorentine) e presenta un'alta e grezza mole in pietrame e laterizio.

### La navata

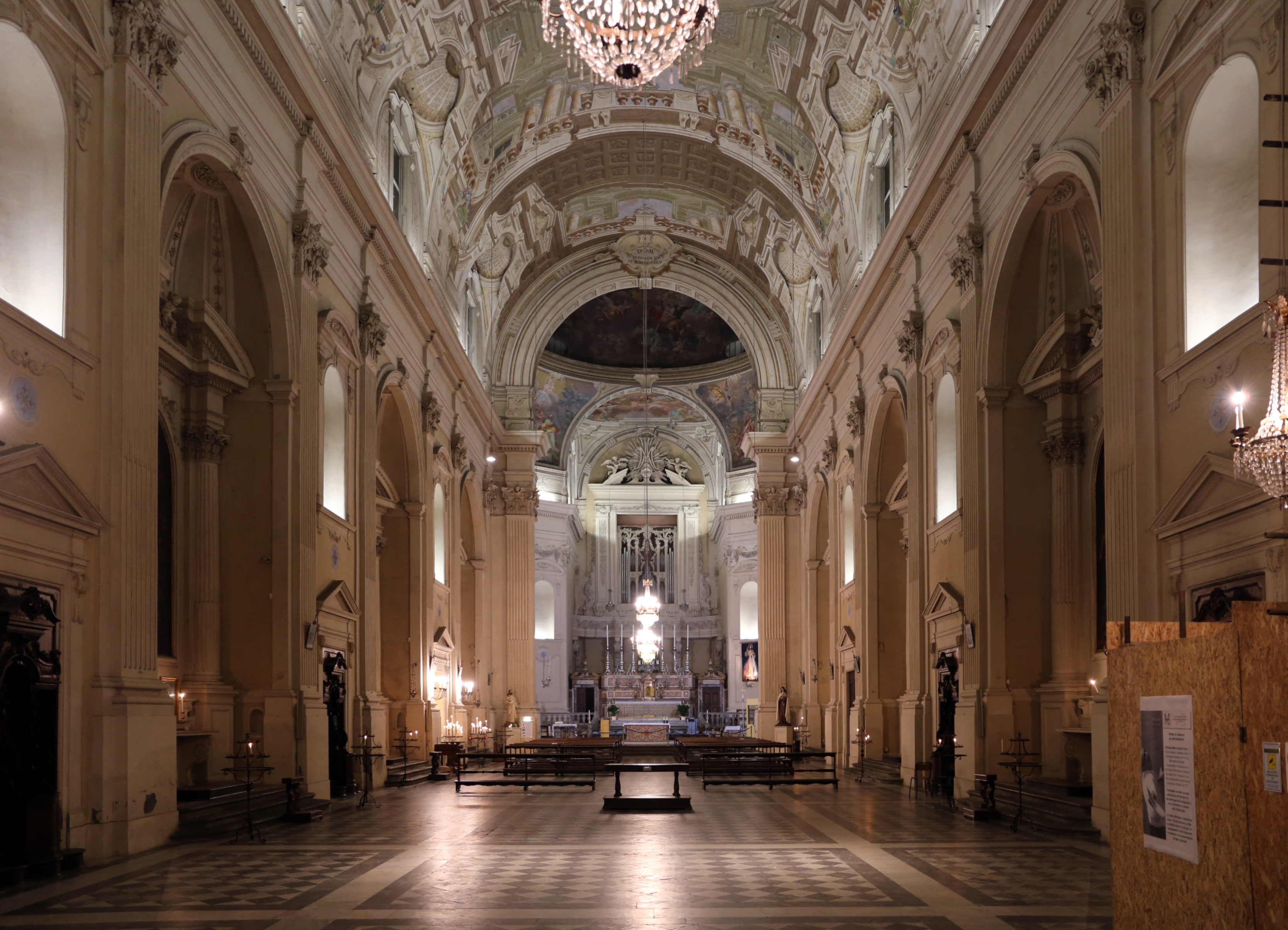
La navata

L'interno della chiesa è, sin dall'origine, a navata unica con pianta a croce latina (m. 82x15, per un'altezza della cupola di 35). La navata presenta per ogni parte cinque cappelle laterali con altari, decorate da stucchi e pale dipinte. Tra queste cappelle si trovano i confessionali e le porte in noce che danno accesso al chiostro e alle altre cappelle e ambienti del convento.
Alla ristrutturazione settecentesca risalgono le pitture del soffitto: le quadrature con architetture illusionistiche sono di Domenico Stagi, mentre le scene figurate ad affresco della navata (Ascensione di Cristo) e della cupola (La Trinità e la Vergine in gloria fra i santi dell'Antico e Nuovo Testamento) sono opera di Giuseppe Romei.
Tra le cappelle sul lato destro spicca la terza, che conserva la tavola con la Crocifissione di Giorgio Vasari, scampata all'incendio del 1771, a differenza dell'altare originale su cui era posta la tavola, realizzato nel 1560 su commissione di Matteo di Simone Botti e su disegno dello stesso Vasari. La tavola, collocata nel 1563, era accompagnata da una predella e da un paliotto, entrambi perduti.
Gli altri altari custodiscono la Visitazione di Aurelio Lomi all'altare Biuzzi, che riporta la data 1595, e la tela con i Funerali di sant'Alessio di Bernardino Monaldi.
In quelle sul lato sinistro si trovano (dalla controfacciata), l'Adorazione dei Magi di Gregorio Pagani (firmata e datata 1603), la Annunciazione di Bernardino Poccetti (firmata e datata 1601), la Natività di Francesco Gambaccini (1782 circa), il Centurione di Cafarnao che impetra da Cristo la guarigione del figlio di Giovanni Maria Butteri e la tela con Santa Maria Maddalena de' Pazzi ricoperta dal velo della Madonna di Giuseppe Fabbrini (1782 circa).

### Cappella Brancacci

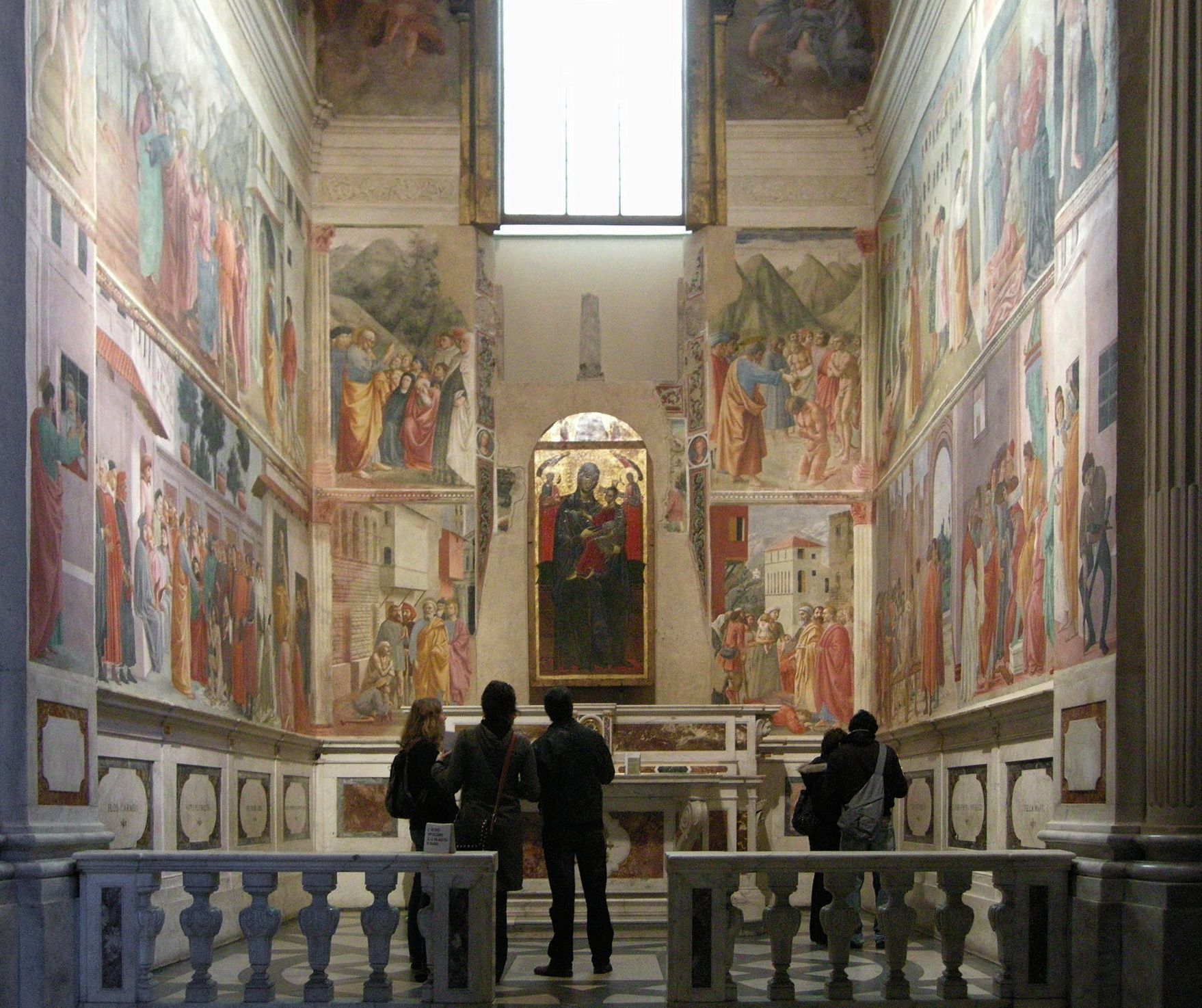
La cappella Brancacci

La Cappella Brancacci si trova all'estremità del transetto destro. Fu miracolosamente salva dall'incendio e fu risparmiata dalla ristrutturazione grazie all'intervento attivo di una nobildonna fiorentina che strenuamente si oppose alla copertura degli affreschi. Conserva il ciclo di affreschi di Masaccio e Masolino, indicato come il punto d'inizio del nuovo stile rinascimentale in pittura. Completata da Filippino Lippi, fu studiata e ammirata dalle generazioni dei maggiori artisti fiorentini: Michelangelo per esempio eseguì alcune copie delle parti dipinte da Masaccio.
Vi si trova anche la duecentesca Madonna del Popolo.

### Cappella Maggiore
La Cappella Maggiore custodisce il monumentale altare in marmi colorati, bronzo e pietre dure. Sotto la mensa si trovano le spoglie del beato Angiolo Mazzinghi. All'interno del coro si trova il monumento funebre in marmo a Pier Soderini, opera di Benedetto da Rovezzano (eseguita nel 1512-1513, prima della morte del Soderini nel 1522), tra le rare testimonianze superstiti della chiesa cinquecentesca.
Il badalone dietro l'altare è di Domenico Atticciati (1594 circa) e proviene dalla Certosa del Galluzzo. A ridosso della parete di fondo, al di sopra della cantoria, si trova l'organo a canne Contucci, caratterizzato da una monumentale cassa lignea decorata barocca.

### Cappella Corsini

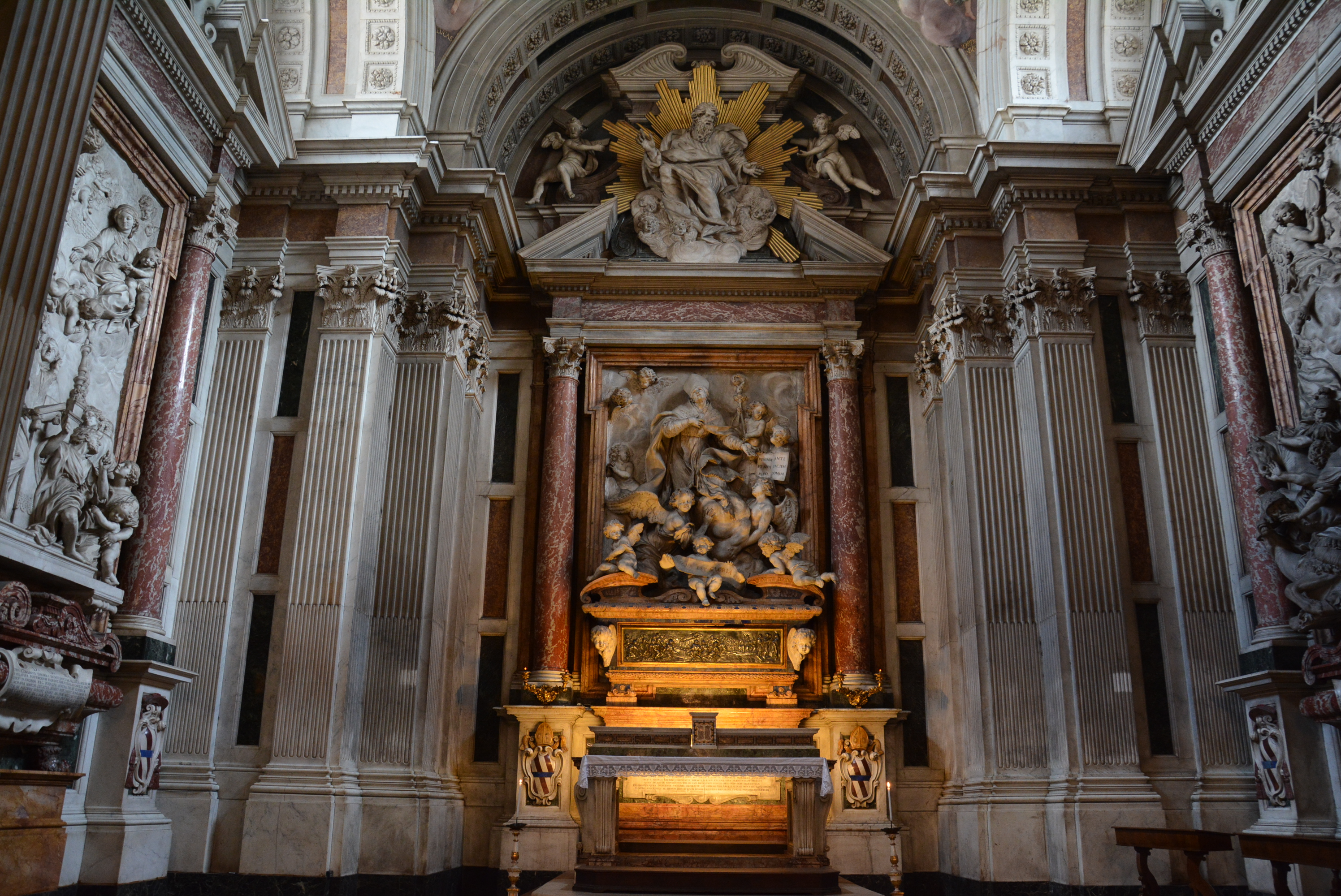
La cappella Corsini

La famiglia Corsini nel 1675 fece edificare nel transetto sinistro della chiesa del Carmine una cappella dedicata al santo di famiglia Sant'Andrea Corsini, vescovo di Fiesole nel XIV secolo e appena canonizzato nel 1629. Fu chiamato l'architetto Pier Francesco Silvani che scelse uno stile barocco allora di gran moda a Roma, inaugurando questo stile a Firenze. Fu affrescata nella cupoletta da Luca Giordano nel 1682 con la Gloria di Sant'Andrea Corsini e decorata da stucchi di Giovan Battista Foggini (Sant'Andrea Corsini e la Battaglia d'Anghiari, la Messa di Sant'Andrea e l'Apoteosi di Sant'Andrea Corsini del 1676-1683). Anche questa struttura fu miracolosamente risparmiata dall'incendio di un secolo dopo. L'elaborato soffitto in stile rococò è stato affrescato da Giovanni Domenico Ferretti.

### Cappella del Crocifisso della Provvidenza
Nel braccio sinistro del transetto si trova anche la Cappella del Crocifisso della Provvidenza, decorata tra il 1771 e il 1782 dagli stucchi di Domenico e Girolamo Ruschi e dagli affreschi di Agostino Rosi. Sull'altare, nel tabernacolo di Giuseppe Piamontini del 1740, si trova un Crocifisso dipinto su carta ritenuto miracoloso. L'opera è composta assieme a una Madonna in stile bizantino e un Padre Eterno entro una cornice con dodici angeli adoranti, dipinti nello stile di Botticelli.
Le pareti sono decorate da pale sul tema della Santa Croce, che alludono appunto al crocifisso miracoloso. A destra si trova il Rinvenimento della Croce, copia della tavola di Gregorio Pagani distrutta nell'incendio, mentre a sinistra l'Esaltazione della Vera Croce di Gesualdo Francesco Ferri.

### Altre cappelle del transetto

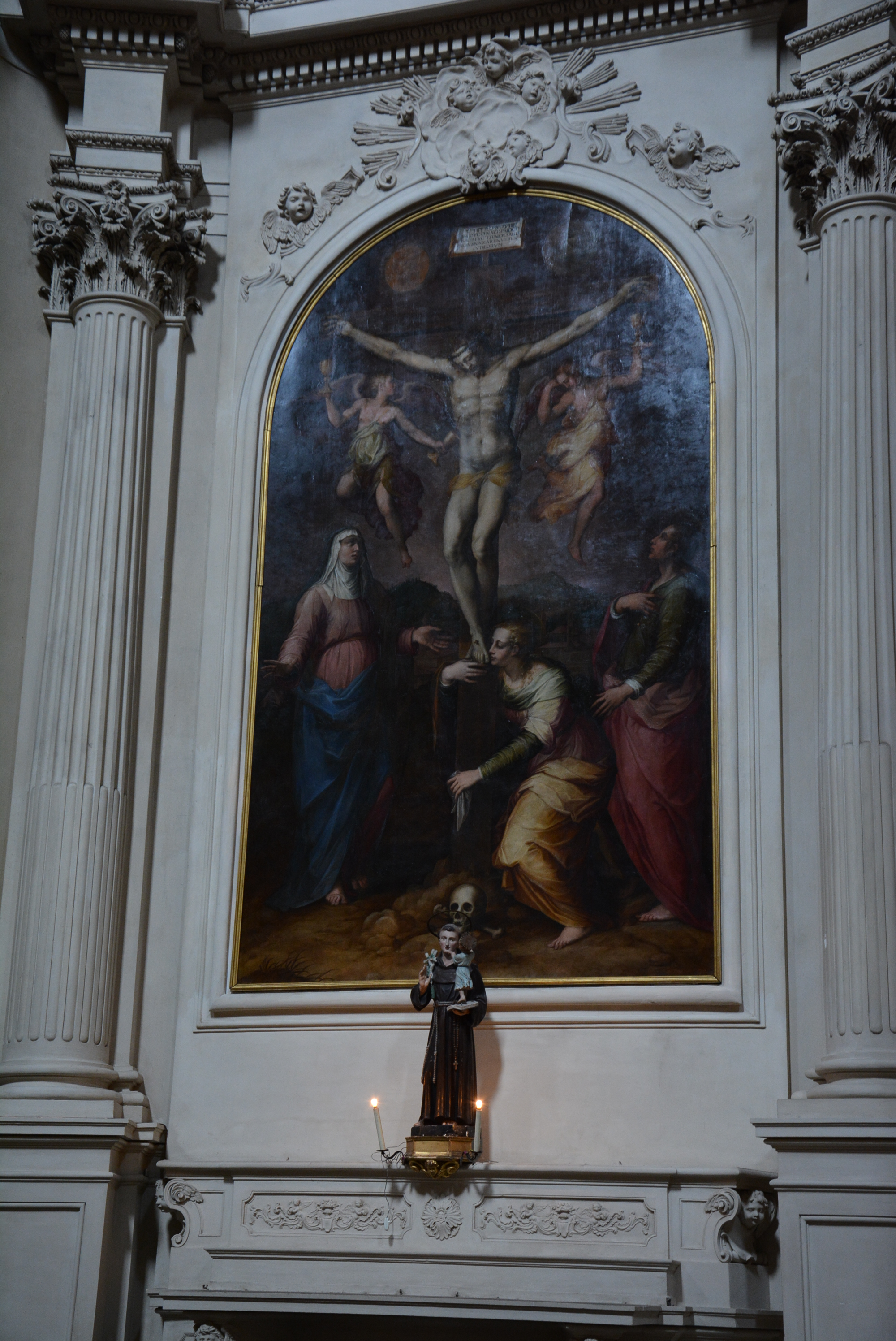
Crocefissione del Vasari

L'altra cappella del transetto sinistro, davanti alla Cappella del Crocifisso e accanto alla Cappella Corsini, presenta una pala d'altare di Gian Domenico Ferretti con la Deposizione (1758 circa). Gli affreschi sulla cupoletta sono opera coeva di Giuseppe Romei, con il Re Melchidesec che offre pane e vino ad Abramo. Qui, sugli sguanci laterali della parete, si trovavano anticamente gli affreschi perduti del San Paolo di Masaccio e del San Pietro di Masolino (1424 circa), che pare fruttarono ai due pittori la commissione della cappella Brancacci.
Nel transetto destro, oltre alla Cappella Brancacci, si trovano la Cappella Nerli, con stucchi del 1780 e la pala di Sant'Anna, la Vergine e il Bambino della scuola di Andrea del Sarto, e un'altra cappella che unificò tre antiche cappelle gotiche, dove oggi si trova un altare con decorazione a stucco di Domenico e Giuliano Ruschi e affreschi di un certo Cipriano Lensi (Storie del Battista, 1781), oltre alla tela con il Beato Bonagiunta Manetti dell'Antella di Francesco Gambacciani.

### Sagrestia
La sagrestia è un altro degli ambienti sopravvissuti all'incendio, con l'antica struttura architettonica gotica, risalente al 1394. Vi si conservano alle pareti gli affreschi con Storie di santa Cecilia, attribuite a Lippo d'Andrea (1400 circa). Le lunette sulle due porte sono affrescate con una Pietà e una Madonna col Bambino vicine allo stile di Agnolo Gaddi. Anche le vetrate sono originali e sono decorate con gli stemmi dei Serragli e dei Corsini.
All'altare è una piccola Crocifissione alla maniera di Jacopo del Sellaio, posta su una predella raffigurante le Storie di sant'Andrea, dello stesso autore. Sopra un mobile alla parete destra si trova un busto di Santa Maria Maddalena dei Pazzi di Dante Sodini (1908). Alle pareti sono collocati alcuni dipinti: il polittico con la Madonna col Bambino e santi è attribuito ad Andrea Bonaiuti. Il Martirio di san Jacopo di Lorenzo Lippi fu dipinto nel 1642 per la Compagnia di San Jacopo del Nicchio e sormontato in origine da una lunetta con l'Assunta oggi nei depositi di Palazzo Pitti. Di lato è un Andrea Corsini che guarisce un cieco di Bernardino Poccetti (1600 circa).
Il bancone in noce al centro della stanza è del 1660, mentre la cattedra vescovile di sant'Andrea Corsini, accanto alla porta, venne eseguita verso il 1629 quando venne canonizzato.

## Il convento
L'ampio complesso attiguo alla chiesa fu anch'esso soggetto nel corso dei secoli a numerose distruzioni e ricostruzioni, incendi, bombardamenti, fino all'alluvione del 1966, tanto che risulta ormai difficile ricostruirne gli originali contorni. Pare tuttavia che il complesso del Carmine sia nato proprio come un convento a cui era annessa una piccola chiesa e solo successivamente la seconda abbia prevalso sul primo. Molte confraternite sia laiche che religiose si stabilirono nei locali del convento, in particolare si ricorda la compagnia di Sant'Agnese, composta da vedove che curavano l'allestimento di periodiche rappresentazioni teatrali di argomento sacro che attiravano moltissimi spettatori da tutta la città.

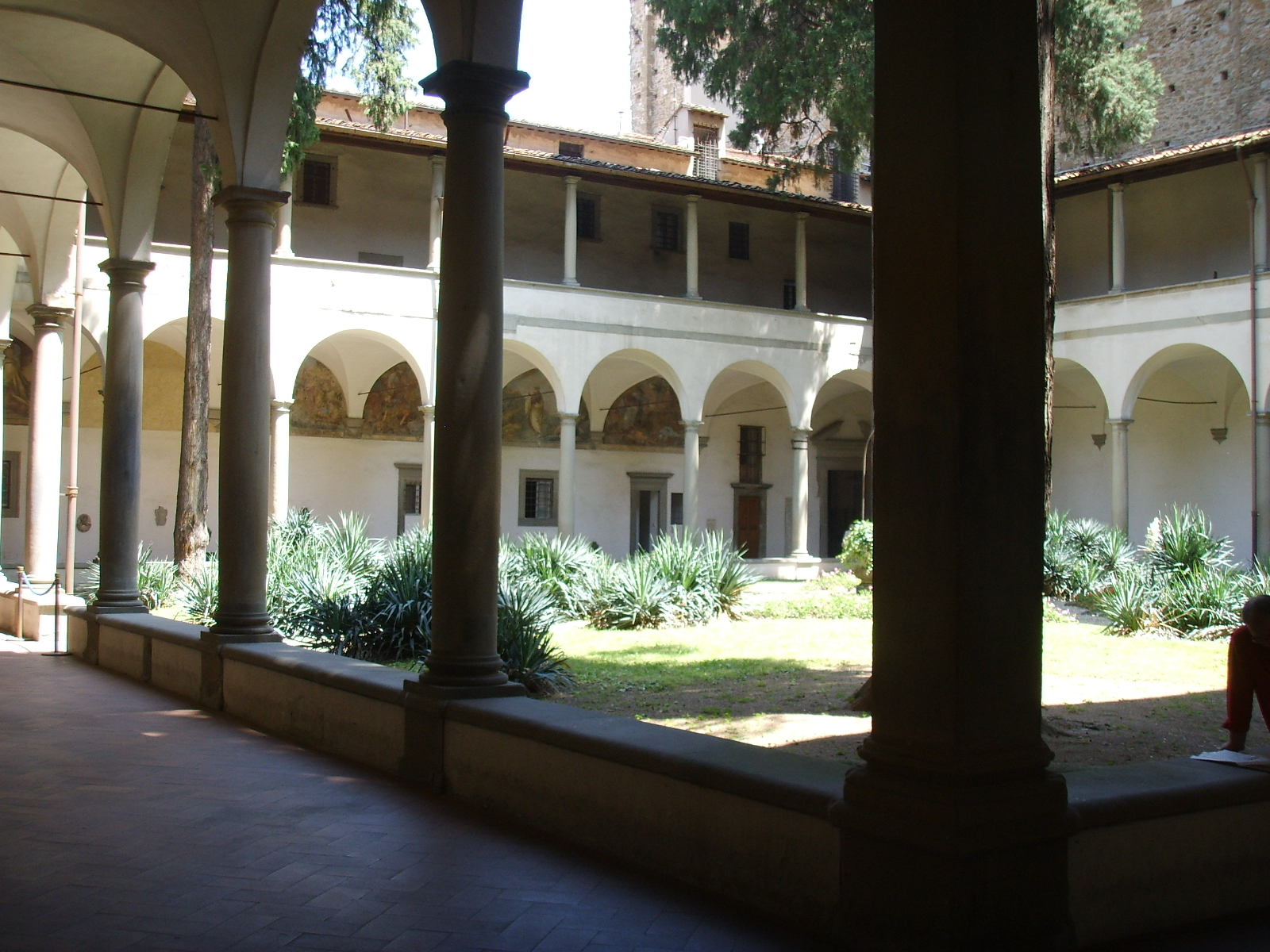
Il chiostro

Si accede al convento dalla porta a destra della facciata della chiesa. Nell'androne coperto da volta a botte si trova, appeso sopra l'arco del chiostro, un tondo dipinto con la Vergine in atto di donare lo scapolare a san Simone Stock di Giuseppe Romei.
Il chiostro risale al 1597-1612 ed è a pianta quadrata, con arcate a tutto sesto poggianti su colonne in pietra serena, mentre al primo piano esiste una loggia architravata. Le lunette sono decorate da affreschi sei-settecenteschi di vari autori (Galeazzo e Giovan Battista Ghidoni, Domenico Bettini, Cosimo Ulivelli, Antonio Nicola Pillori e altri), anche se oggi solo alcune si sono conservate. Alcune, restaurate, sono esposte nella sala capitolare, duecentesca, dove oggi si trova la biglietteria e lo shop della Cappella Brancacci. Anticamente su una di queste lunette si trovava il perduto affresco della Sagra di Masaccio (1423-1424 circa). Nel chiostro si trovano vari stemmi di famiglie dell'Oltrarno, monumenti funebri e un busto del matematico carmelitano Giuliano Ristori da Prato.
La sala del Cenacolo deve il suo nome alla monumentale Ultima Cena di Alessandro Allori, del 1582, dove compaiono anche, alle due estremità, l'autoritratto dell'Allori (a sinistra) e il ritratto del committente, padre Luca da Venezia (a destra). Qui sono stati collocati anche alcuni frammenti affreschi staccati con Storie della Passione, Annunciazione e Santi a monocromo, di ignoto autore fiorentino della fine del Trecento, che provengono dalla Compagnia di San Niccolò del Ceppo.
La sala della Colonna custodisce una raccolta di affreschi staccati frammentari del Tre-Quattrocento provenienti dal chiostro e dall'antica chiesa, tra i quali spiccano le Storie della vita di San Girolamo di Gherardo Starnina (frammenti dalla cappella Del Pugliese, 1401-1404), una Madonna in trono e santi attribuita a Pietro Nelli (1385 circa) e il Conferimento della regola del Carmelo, opera giovanile di Filippo Lippi anteriore al 1431. L'affresco strappato frammentario di Paolo Schiavo con il Crocifisso e i frati carmelitani proviene invece dalla sala capitolare. L'affresco, dal fondo rosso che non è una preparazione, è databile al 1425 circa, e vi si vede la discendenza da Masolino irrobustita da una netta luce laterale memore delle novità della vicina cappella Brancacci, ed alcune analogie con il giovane Paolo Uccello.
Il secondo refettorio, detto anche Sala Vanni (usata per concerti) è affrescato con la Cena in casa di Simone Fariseo di Giovan Battista Vanni (1645 circa) e qui sono raccolti anche alcuni affreschi staccati provenienti dalla cappella Nerli raffiguranti Storie della Passione di Cristo attribuiti a Lippo d'Andrea (1402): una Crocefissione con sinopia, una Flagellazione frammentaria e una lacunosa Ultima cena con santi. Vi si trovano anche un San Vivaldo di un anonimo pittore della fine del Trecento e un San Cirillo attribuito a Spinello Aretino.
Per visitare la Cappella Brancacci si attraversano un paio di piccoli ambienti che collegano il capitolo al transetto della chiesa. In uno di questi, un vestibolo, si trova una lunetta con due angeli ad affresco (1420-1430 circa) e al centro una Madonna col bambino in marmo attribuita al giovane Michelozzo.

## Confraternite
Nella grande basilica e nei suoi annessi si riunirono nel tempo molte confraternite. Tra le più importanti ci furono:
- Compagnia dei Santi Antonio e Riccardo dei Cocchieri
- Compagnia dei Bombardieri di Santa Barbara (riuniva anche archibusieri e battiloro)
- Compagnia dei Diecimila Martiri
- Compagnia di Santa Maria delle Laudi e di Sant'Agnese
- Compagnia di San Niccolò di Bari al Carmine
- Compagnia di Sant'Alberto Bianco
- Compagnia della Pietà del Chiodo
- Compagnia di San Sebastiano del Poponcino

## Opere già in Santa Maria del Carmine
- Filippo Lippi, Madonna Trivulzio, oggi nella Pinacoteca del Castello Sforzesco